# Concert for George
Le Concert for George est un concert organisé le 29 novembre 2002 au Royal Albert Hall de Londres en hommage au musicien George Harrison, ancien membre des Beatles mort un an plus tôt. Préparé à l'initiative de sa veuve Olivia et de son fils Dhani, il a été conçu par Eric Clapton et Jeff Lynne. Nombre d'amis du guitariste y participent, comme Paul McCartney, Ringo Starr, Ravi Shankar, Billy Preston, Tom Petty et les Monty Python. Les bénéfices du concert sont reversés à la Material World Charitable Foundation, une association caritative fondée par Harrison. Un album et un DVD en sont ensuite issus.

## Musiciens
- Eric Clapton – guitares, directeur musical
- Jeff Lynne, Tom Petty, Joe Brown, Albert Lee, Marc Mann, Andy Fairweather-Low, Dhani Harrison, Paul McCartney – guitares électriques et acoustiques
- Gary Brooker, Jools Holland, Chris Stainton, Billy Preston – claviers
- Paul McCartney – piano
- Dave Bronze, Klaus Voormann – basse
- Ringo Starr, Jim Keltner, Jim Capaldi, Henry Spinetti – batterie
- Ray Cooper, Emil Richards, Jim Capaldi – percussions
- Jim Horn – saxophone ténor
- Tom Scott – saxophone alto
- Katie Kissoon, Tessa Niles, Sam Brown – chœurs
- Anoushka Shankar – sitar
- Monty Python - Apparition chansons